# George Dalgarno
George Dalgarno est un savant écossais, né vers 1625 à Aberdeen et mort en 1687.
Il publia à Londres en 1661 : Ars signorum, vulgo character universalis et lingua philosophica, ouvrage dans lequel il propose une langue universelle fondée sur une classification méthodique des idées. Déjà John Wilkins, dès 1641, avait traité ce sujet.

## Œuvres
- David Cram and Jaap Maat, eds., George Dalgarno on Universal Language: The Art of Signs (1661), The Deaf and Dumb Man's Tutor (1680), and the Unpublished Papers, Oxford: Oxford University Press, 2001.